# Wilhelm Kurtz (Sportler)
Wilhelm „Willy“ Kurtz (* 20. August 1897 in Linz; † 9. Dezember 1942 in Auschwitz) war ein österreichischer Kunsthändler, Amateurboxer, Amateurschwimmer und Sportfunktionär.

## Leben
Wilhelm Kurtz wuchs in Wien auf. Er war mit einer Größe von über 1,90 Metern und knapp 100 Kilogramm von eindrucksvoller Gestalt. Er gehörte mehreren teils kurzlebigen Boxverbänden an, 1920 war er Gründungspräsident des Österreichischen Boxverbands. Im Sommer 1921 gewann er mit dem Kampfnamen Kritzendorfer Riese die erste österreichische Amateurboxmeisterschaft in der Gewichtsklasse Schwergewicht. 1922 konvertierte er vom Judentum zum Protestantismus. Er gewann noch mehrmals den österreichischen Staatsmeistertitel im Boxen. Er war auch als Ringrichter und Funktionär im Boxsport tätig. Daneben nahm er an Schwimmwettkämpfen teil und war Funktionär des Fußballklubs Austria Wien, im Wiener Fußball-Verband und im Motorradrennsport.
Beruflich betrieb er im 1. Bezirk Wiens ein Antiquitätengeschäft. 1935 wurde er zum Kommerzialrat ernannt. Politisch stand er rechts und gehörte der Heimwehr als Funktionär an. Während der Zeit des Austrofaschismus war er von „Sportführer“ Ernst Rüdiger Starhemberg eingesetzter Verwalter des Berufsboxverbandes.
Nach dem „Anschluss Österreichs“ an Hitlerdeutschland wurde Kurtz im März 1938 festgenommen und mit dem sogenannten Prominententransport Anfang April 1938 in das KZ Dachau gebracht. Seine riesenhafte Gestalt machte ihn zum bevorzugten Opfer von Misshandlungen durch die SS-Wachmannschaft im Konzentrationslager. Am 22. September 1938 wurde er in das KZ Buchenwald überstellt. Am 16. Oktober 1942 erfolgte die Überstellung in das KZ Auschwitz, wo er am 9. Dezember 1942 umkam.
Sein Geschäft in der Wiener Innenstadt sowie sein Wochenendhaus in Klosterneuburg wurden „arisiert“.

## Weblink
- Wilhelm Kurtz im Wien Geschichte Wiki der Stadt Wien.

## Belege
1. ↑  Der Streit um die Amateurmeisterschaft der Schwergewichtler im Boxen. In: Sport-Tagblatt. Sport-Ausgabe des Neuen Wiener Tagblattes, 18. Jänner 1921, S. 5 (online bei ANNO).

| Personendaten    | Personendaten                                                   |
| ---------------- | --------------------------------------------------------------- |
| NAME             | Kurtz, Wilhelm                                                  |
| ALTERNATIVNAMEN  | Kurtz, Willy; Kurtz, Willi                                      |
| KURZBESCHREIBUNG | österreichischer Kunsthändler, Amateurboxer und Sportfunktionär |
| GEBURTSDATUM     | 20. August 1897                                                 |
| GEBURTSORT       | Linz                                                            |
| STERBEDATUM      | 9. Dezember 1942                                                |
| STERBEORT        | Auschwitz                                                       |